# Disputa degli inventari
La disputa degli inventari è un insieme di disordini che si verificarono in più regioni della Francia in contestazione alla legge di separazione tra Stato e Chiese del 1905 e del decreto del 29 dicembre 1905 che previdero l'inventariazione delle proprietà ecclesiastiche, principalmente della Chiesa cattolica, poiché quasi il 95% della popolazione francese all'epoca era battezzata nella religione cattolica. Questa legge consentì di preparare la devoluzione di questi beni alle associazioni culturali definite dall'articolo 4 della legge di separazione.
L'implementazione di questo inventario provocò conflitti in tutte le province della Francia, e in particolare nelle aree in cui la pratica cattolica era forte, come l'Occidente nel suo insieme - vale a dire, la Bretagna e la Normandia fino alla Vandea e ai Paesi Baschi - la Savoia e parte del Massiccio Centrale, e il Nord dove morì una persona. Quest'ultimo fatto provocò la caduta del governo Rouvier.

## Contesto
Dal momento che secondo il Concordato del 1801 gli edifici utilizzati dalla Chiesa cattolica dovevano essere gestiti da istituzioni pubbliche del culto: fabbriche parrocchiali, mense episcopali e seminari. Queste istituzioni gestivano, nel 1905, non solo gli edifici costruiti prima della Rivoluzione francese, ma anche gli edifici costruiti dopo il 1801.
La legge di separazione tra Stato e Chiese del 1905 previde la scomparsa delle istituzioni pubbliche di culto e l'assegnazione degli edifici destinati all'esercizio del culto ad associazioni culturali da formare, la necessità di un inventario delle proprietà gestite da queste istituzioni apparve nei dibattiti parlamentari. Fu quindi sancito dall'articolo 3 della legge che lo Stato metteva gratuitamente a disposizione delle associazioni culturali create per questo scopo "gli edifici utilizzati per l'esercizio pubblico del culto" e ne assicurava il mantenimento. Solo la questione dei possibili debiti precedenti animò il dibattito.
il 29 dicembre 1905 venne adottato un decreto dell'amministrazione pubblica relativo agli inventari. Per trasmettere i 70 000 edifici religiosi esistenti in Francia alle associazioni religiose, il governo decise di fare "un inventario descrittivo e stimato" di tutto ciò che contenevano. Questi inventari furono percepiti come una "spogliazione preliminare".
Il 2 febbraio 1906 venne emessa una circolare destinata ai funzionari che conteneva una frase provocatoria che incendiò le polveri: "Gli agenti incaricati dell'inventario chiederanno l'apertura dei tabernacoli". I politici conservatori erano pronti a cogliere il caso e suscitare l'emozione popolare in alcune aree. Un comunicato stampa del governo venne tuttavia rilasciato per rassicurare i cattolici: "Nessun inventario si verificherà prima della discussione della interpellanza fissata il 19 gennaio".

## Antefatti

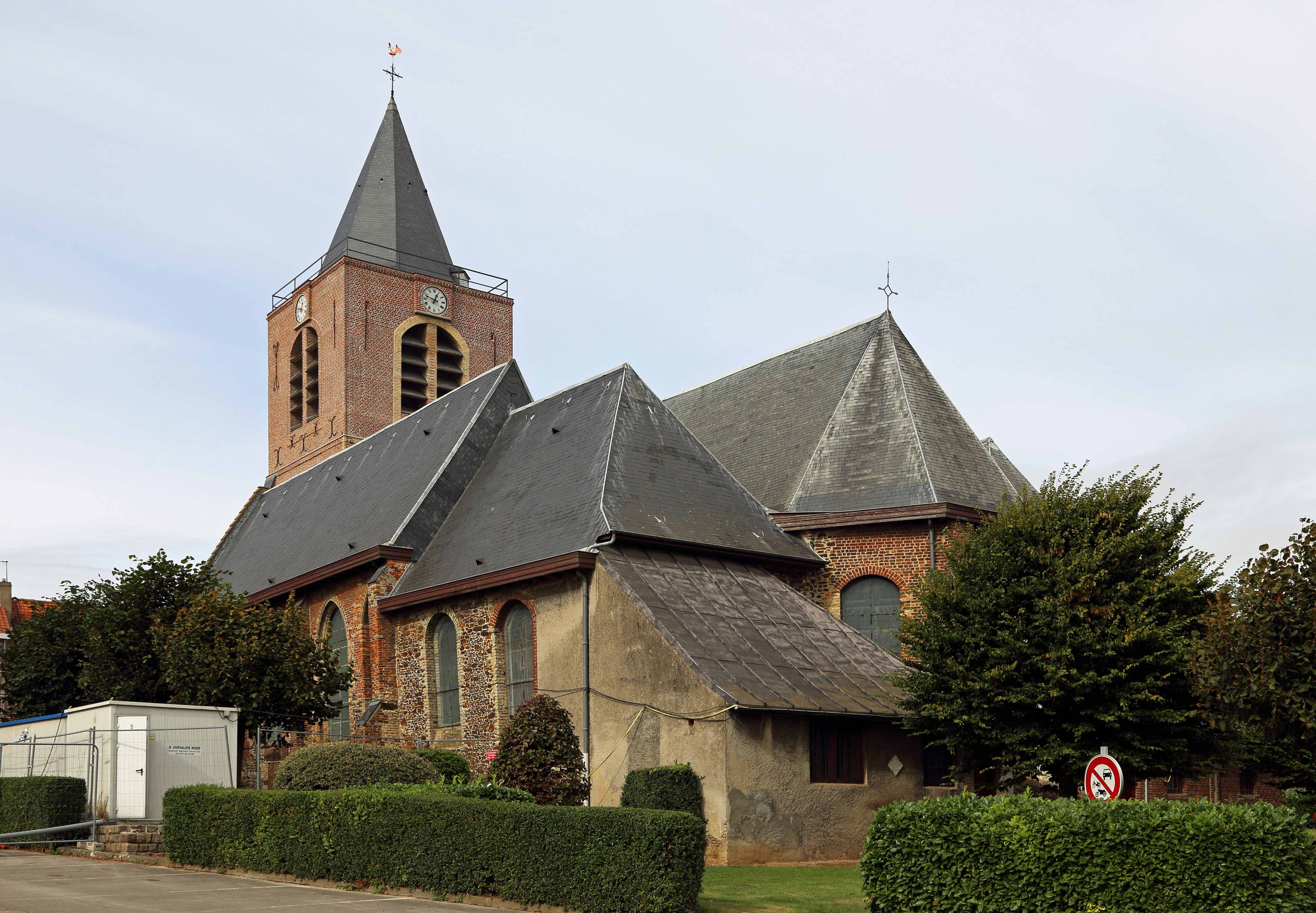
La chiesa di San Martino a Boeschepe dove fu ucciso Géry Ghysel.

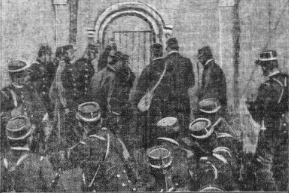
A Saint-Pol-de-Leon, le truppe cercano di sfondare la porta della cattedrale, da Le Petit Parisien del 22 novembre 1906.

Inizialmente tutto sembrò accadere senza incidenti ma molte serie di eventi si svolsero di fronte a diverse chiese. Ci furono forti dimostrazioni in 4 800 luoghi di culto mentre in altri 63 200 le operazioni vennero condotte in modo meno burrascoso. La maggior parte dei cattolici ritenne che l'operazione degli inventari fosse una profanazione e una spoliazione. In effetti, a seguito del licenziamento e della demolizione del periodo rivoluzionario, i fedeli cattolici si erano assunti i costi di restauro delle chiese. Finanziarono ricostruzioni, riparazioni, fusione di campane, rifacimento di vetrate, interior design e arredi. Inoltre, i fedeli finanziarono la costruzione, dopo il 1801, di nuove chiese. Questi fedeli considerarono l'appropriazione da parte dello Stato di questi investimenti, un attacco alla proprietà privata. Inoltre, questa venne ritenuta una delle varie leggi anticlericali, compresa tra quelle che provocano tra il 1880 e il 1903, l'espulsione dalla Francia delle congregazioni religiose e la nazionalizzazione delle loro proprietà.
La rilevanza delle operazioni di inventariazione variò in base alla regione. In effetti alcune popolazioni, per il loro passato e il loro impegno nella fede, apparvero determinate a difendere le proprie convinzioni quando i loro simboli apparvero compromessi. Fu questo il caso delle popolazioni delle regioni molto praticanti come l'Occidente, una parte del Massiccio Centrale e le Fiandre.
Il governo affrontò una forte opposizione in particolare nelle regioni della Bretagna, specialmente a Nantes e Quimper. Si verificano scontri tra i dimostranti e le forze dell'ordine. I fedeli si barricarono nelle chiese per impedire ai funzionari delle imposte di fare l'inventario. La gendarmeria e l'esercito dovettero intervenire, il che aumentò la tensione. L'azione della gendarmeria erano limitate al riscontro delle infrazioni e all'emissione di contravvenzioni durante le operazioni di inventario. In teoria non dovevano rispondere con la forza.
Questo tipo di disposizione limitò l'ambito di azione immediato della gendarmeria ma limitò anche gli eccessi. Durante le dimostrazioni, i gendarmi vennero attaccati e dovettero difendersi per assicurarsi che "la forza rimanga nella legge". Inoltre, i regolamenti affermavano: "Se l'esecuzione della legge richiede il ricorso alla forza pubblica, la userai conformando la tua condotta alle istruzioni sull'uso della forza armata negli scioperi".
Il comando militare svolse in pieno il suo ruolo, impedendo ripetutamente un eccessivo inasprimento delle tensioni. Alcuni militari tuttavia, si opposero a queste misure e gli ufficiali si dimisero. Nonostante questo, la tensione fu forte e per inquadrare le azioni di mantenimento dell'ordine, il ministro della guerra Eugène Étienne inviò una lettera al ministro dell'interno Fernand Dubief nella quale gli chiedeva che gli fossero comunicati i dipartimenti in cui erano già terminate le operazioni di inventariazione, per permettergli di spostare unità di gendarmi da una regione all'altra. Le autorità, in particolare le prefetture, temendo maggiori disordini, favorirono le azioni della gendarmeria per non dover usare l'esercito.
I primi incidenti sanguinosi scoppiarono nell'Alta Loira, nel Velay, ai confini delle Cevenne. Il 27 febbraio 1906 era previsto l'inventario della cappella del pellegrinaggio di Champels, nel comune di Monistrol-d'Allier. Circa 150 manifestanti armati di bastoni, forconi e di alcune sbarre di ferro si precipitarono sul funzionario che era accompagnato da tre gendarmi. L'imboscata si concluse con quattro feriti tra i manifestanti e l'agitazione si diffuse in tutta la regione. Il 3 marzo, quando si cercò di inventariare gli immobili nella città di Montregard, sempre nell'Alta Loira, un residente fu gravemente ferito dalle forze di sicurezza. Morì il 24 marzo.
La situazione del governo era già delicata prima dell'arrivo della notizia dell'incidente di Boeschepe. Il 6 marzo, vicino al confine con il Belgio, un inventario si trasformò in dramma e provocò la morte di un uomo, un macellaio di nome Géry Ghysel, trentacinquenne, padre di tre figli. Il prefetto del dipartimento del Nord, di fronte a una vera eccitazione nella sua regione, fu felice di sospendere gli inventari su richiesta del ministro dell'interno.
Un dibattito parlamentare venne organizzato tra il ministro dei culti Aristide Briand e gli altri partiti. Alla fine si decise di lasciare la legge così com'era, e quindi di non cedere. Tale scelta comportò il 7 marzo 1906 la caduta del gabinetto di Rouvier.

## Clemenceau gioca l'appeasement
Come risultato di questo caso, il nuovo ministro dell'interno Georges Clemenceau, membro del governo Sarrien entrato in carica il 14 marzo 1906 e famigerato anticlericale, decise di abbandonare le operazioni di inventario nei casi in cui i funzionari avessero incontrano qualche resistenza. Il 20 marzo 1906, quando in non più di 5000 mancava l'inventario, disse alla Camera: "Troviamo che la questione di contare o meno i candelabri in una chiesa non vale la vita umana".
Il nuovo ministero fu molto più di sinistra rispetto al precedente e contava diversi forti massoni anticlericali. Nonostante questo volle assolutamente risolvere il caso dell'inventario il più presto possibile. Il 16 marzo 1906 una circolare riservata indirizzata ai prefetti li invitò a sospendere le operazioni nei casi in cui dovessero essere eseguiti con la forza. Georges Clemenceau precisò che "ciò non significa che abbiamo rinunciato all'applicazione della legge, solo che ci avviciniamo a modo nostro". L'agitazione nata dagli inventari, localizzati ma considerevoli, terminò.